# Agostino Dodero (entomologo)
Agostino Dodero (Genova, 28 marzo 1864 – Genova, 14 novembre 1937) è stato un entomologo italiano; benché la sua preparazione scientifica fosse unicamente autodidatta, egli fu uno dei più noti e stimati entomologi italiani del suo tempo.

## Biografia
Nacque in una famiglia di agiate condizioni economiche da Giustino stimato commerciante genovese e da Bianca Tubino. Terminate le scuole secondarie non volle continuare gli studi, ma seguì le orme paterne dandosì anch’egli al commercio.
Dopo pochi anni tuttavia preferì dedicarsi interamente alla passione per l’entomologia che aveva già manifestato sin da ragazzo e, non avendo problemi economici, non solo abbandonò ogni pratica commerciale ma nemmeno si impegnò a seguire corsi inerenti alla materia da lui preferita, ma scelse di studiare a suo modo come autodidatta. Agli effetti pratici però, la sua intensa e appassionata attività di raccoglitore di insetti e le approfondite indagini che fece, lo resero uno dei principali esponenti della ricerca entomologica italiana di quell'epoca.La fenologia degli Insetti, particolarmente quella dei coleotteri è stata, in certo senso, una sua scoperta. Inoltre, per le sue “cacce” praticò tecniche nuove che furono poi seguite da tutti i raccoglitori di coleotteri. In questo modo riuscì nell’intento di raccogliere una vasta collezione ricca di specie nuove o mai prima segnalate in Italia, nonché di altre specie ritenute rare; collezione che andava frattanto arricchendo con attività di scambio in Italia e all’estero. Nel corso di queste sue lunghe ricerche percorse tutta l'Italia settentrionale spingendosi sino ai Pirenei e, nell'Italia meridionale, la Sardegna, la Sicilia, la Calabria, Pantelleria, Lampedusa.
Una tale ricchezza di materiale entomologico, raccolto con grande perizia e attenzione in zone ancora quasi ignote agli specialisti, attirò intorno al Dodero i più rinomati entomologi italiani e stranieri, che diedero il suo nome a un gran numero di specie. Fu lui, infatti, a trovare il primo proturo, e nel 1907 Filippo Silvestri, lo scopritore scientifico dei proturi, chiamò Acerentomon doderoi la specie tipo di questo nuovo ordine di insetti Apterygota.Negli anni dal 1922 al 1927 fece molte ricerche nel biellese e particolarmente nella valle di Oropa. A questo scopo Dodero, che del resto era molto religioso, utilizzò a lungo più camere del santuario per depositarvi la strumentazione necessaria alle sue ricerche. Uno dei risultati fu il ritrovamento del coleottero carabide Alpiodytes penninus prima di allora sconosciuto. Inoltre aiutò l’amministrazione del santuario a istituire un piccolo ma ricco museo naturalistico tuttora attivo.
Negli anni, la sua casa di Genova divenne l'abituale luogo d'incontro degli entomologi che in quell'occasione gli chiedevano consigli sulla preparazione dei reperti e pareri sulla sistematica poiché, tra l'altro, era esperto sistematico anche dei tentredinidi italiani. Gli fu sempre accanto la moglie Adele che, dopo la sua scomparsa nel 1937, ne rimase l'interprete fedele.
Dodero, nel 1922, con Raffaello Gestro e F. Solari, fu un animatore della rinascita della "Società entomologica italiana", alla quale donò la sua collezione di coleotteri paleartici e la raccolta di imenotteri italiani, oltre alla sua biblioteca scientifica.

## Scritti
- "Osservazioni sulle specie europee del genere Limnastus Motsch", in Annuario del Museo di storia naturale Giacomo Doria di Genova, XXXIX, 1899, pp. 541-544;
- "Materiali per lo studio dei Coleotteri italiani con descrizioni di nuove specie", in Annuario del Museo di storia naturale Giacomo Doria di Genova, XI, 1900, pp. 400-419;
- "Quattro nuove specie di coleotteri cavernicoli", II, in Annuario del Museo di storia naturale Giacomo Doria di Genova,, XLI (1904), pp. 52-59;
- "Appunti coleotterologici", in "Rivista coleotterologica italiana", VI, 1908, pp. 93-102;
- "Nuovi Coleotteri cavernicoli italiani", in Annuario del Museo di storia naturale Giacomo Doria di Genova, XLV, 1909, pp. 201-204 (in collaborazione con Raffaele Gestro);
- "Appunti coleotterologici", II, in "Rivista coleotterologica italiana", XLVII, 2, 1916, pp. 337-354;
- "Materiali per lo studio dei Coleotteri italiani"ìì, III, in "Rivista coleotterologica italiana", XLVII, 3 (1917), pp. 377-386;
- "Primo studio delle specie europee del genere Dryops Oliv.", in "Rivista coleotterologica italiana", XLVIII, 1 (1918), pp. 101-120;
- "Materiali per lo studio dei Coleotteri italiani", IV, Fam. Pselaphidae, in "Rivista coleotterologica italiana", XLVIII, 2 (1919), pp. 172-250; "
- "Appunti coleotterologici", III, in "Bollettino della Società entomologica italiana", LIV (1922), pp. 3- segg.;
- "Nuove specie e varietà inedite di Cyrtosus italiani", in "Bollettino della Società entomologica italiana", pp. 49-52;
- "Appunti coleotterologici", IV,"Bollettino della Società entomologica italiana", pp. 67-76;
- "Proteinus italiani" (Col, Staphyl.),"Bollettino della Società entomologica italiana"., LV, 1923, pp. 43-47;
- "Due nuovi Trechini ciechi italiani","Bollettino della Società entomologica italiana", LVI, 1924, pp. 141-145.